# Свердлово (Ленинградская область)
Свердлово (до 1948 года Юлясомме, фин. Yläsommee) — посёлок в Советском городском поселении Выборгского района Ленинградской области.

## Название
Согласно постановлению общего собрания членов колхоза «имени Свердлова» зимой 1948 года деревне Юлясомме было присвоено новое наименование — Новоселье. Однако комиссия по переименованию рекомендовало собранию придумать другое название. После этого деревне было присвоено название Свердлово. 
Переименование было закреплено указом Президиума ВС РСФСР от 13 января 1949 года.

## История
- Деревня Юлясомме на финской карте 1923 года

В 1937 году в деревне Юлясомме проживало 748 жителей.
До 1939 года деревня Юлясомме входила в состав Выборгского сельского округа Выборгской губернии Финляндской республики.
С 1 января 1940 года по 31 октября 1944 года — в составе Карело-Финской ССР.
С 1 июля 1941 года по 31 мая 1944 года — финская оккупация.
С 1 ноября 1944 года — в составе Аласомского сельсовета Выборгского района Ленинградской области.
С 1 октября 1948 года — в составе Матросовского сельсовета.
С 1 января 1949 года деревня Юлясомме учитывается административными данными как деревня Свердлово. В ходе укрупнения хозяйства к деревне были присоединены соседние селения: Килппяйнен, Пакканен и Мюллюмяки.
С 1 июня 1954 года — в составе Соколинского сельсовета.
В 1958 году население деревни Свердлово составляло 148 человек.
Согласно данным 1966, 1973 и 1990 годов посёлок Свердлово находился в составе Соколинского сельсовета.
В 1997 году в посёлке Свердлово Соколинской волости проживали 13 человек, в 2002 году — 14 человек (все русские).
В 2007 году в посёлке Свердлово Советского ГП проживали 16 человек, в 2010 году — 22 человека.

## География
Посёлок расположен в западной части района на автодороге 41К-438 (подъезд к пос. Свердлово) в месте примыкания к ней автодороги 41К-455 (Свердлово — Свекловичное).
Расстояние до административного центра поселения — 16 км. 
Расстояние до ближайшей железнодорожной платформы Соколинское — 9 км. 
Пёсёлок находится в междуречье Матросовки и Дрёмы.

## Демография
| 2007 | 2010 | 2017 | 2021 |
| ---- | ---- | ---- | ---- |
| 16   | ↗22  | ↘16  | ↗34  |

## Фото
- Дорога из пос. Свердлово в пос. Свекловичное

## Известные уроженцы
- Йоханнес Виролайнен (фин. Johannes Virolainen, 1914—2000) — государственный и политический деятель Финляндии, член партии Финляндский центр.

## Улицы
Сиреневая

## Садоводства
Лазурное.